# György Nébald
György Nébald (Budapest, 9 de marzo de 1956) es un deportista húngaro que compitió en esgrima, especialista en la modalidad de sable. Su esposa, Ildikó Mincza, y su hermano Rudolf también compitieron en esgrima.
Participó en tres Juegos Olímpicos de Verano, obteniendo en total tres medallas (las tres en la prueba por equipos): bronce en Moscú 1980 (junto con Imre Gedővári, Rudolf Nébald, Pál Gerevich y Ferenc Hammang), oro en Seúl 1988 (con Imre Bujdosó, László Csongrádi, Imre Gedővári y Bence Szabó), y plata en Barcelona 1992, por equipos (con Bence Szabó, Csaba Köves, Péter Abay e Imre Bujdosó).
Ganó once medallas en el Campeonato Mundial de Esgrima entre los años 1978 y 1991, y dos medallas en el Campeonato Europeo de Esgrima de 1991.

## Palmarés internacional
| Juegos Olímpicos   | Juegos Olímpicos           | Juegos Olímpicos  | Juegos Olímpicos  |
| Año                | Lugar                      | Medalla           | Prueba            |
| ------------------ | -------------------------- | ----------------- | ----------------- |
| 1980               | Moscú (URSS)               | Medalla de bronce | Sable por equipos |
| 1988               | Seúl (Corea del Sur)       | Medalla de oro    | Sable por equipos |
| 1992               | Barcelona (España)         | Medalla de plata  | Sable por equipos |
| Campeonato Mundial |                            |                   |                   |
| Año                | Lugar                      | Medalla           | Prueba            |
| 1978               | Hamburgo (RFA)             | Medalla de oro    | Sable por equipos |
| 1981               | Clermont-Ferrand (Francia) | Medalla de oro    | Sable por equipos |
| 1982               | Roma (Italia)              | Medalla de oro    | Sable por equipos |
| 1983               | Viena (Austria)            | Medalla de plata  | Sable por equipos |
| 1985               | Barcelona (España)         | Medalla de oro    | Sable individual  |
| 1985               | Barcelona (España)         | Medalla de bronce | Sable por equipos |
| 1987               | Lausana (Suiza)            | Medalla de plata  | Sable individual  |
| 1990               | Lyon (Francia)             | Medalla de oro    | Sable individual  |
| 1990               | Lyon (Francia)             | Medalla de plata  | Sable por equipos |
| 1991               | Budapest (Hungría)         | Medalla de oro    | Sable por equipos |
| 1991               | Budapest (Hungría)         | Medalla de bronce | Sable individual  |
| Campeonato Europeo |                            |                   |                   |
| Año                | Lugar                      | Medalla           | Prueba            |
| 1991               | Viena (Austria)            | Medalla de oro    | Sable por equipos |
| 1991               | Viena (Austria)            | Medalla de bronce | Sable individual  |